# Александрова гора

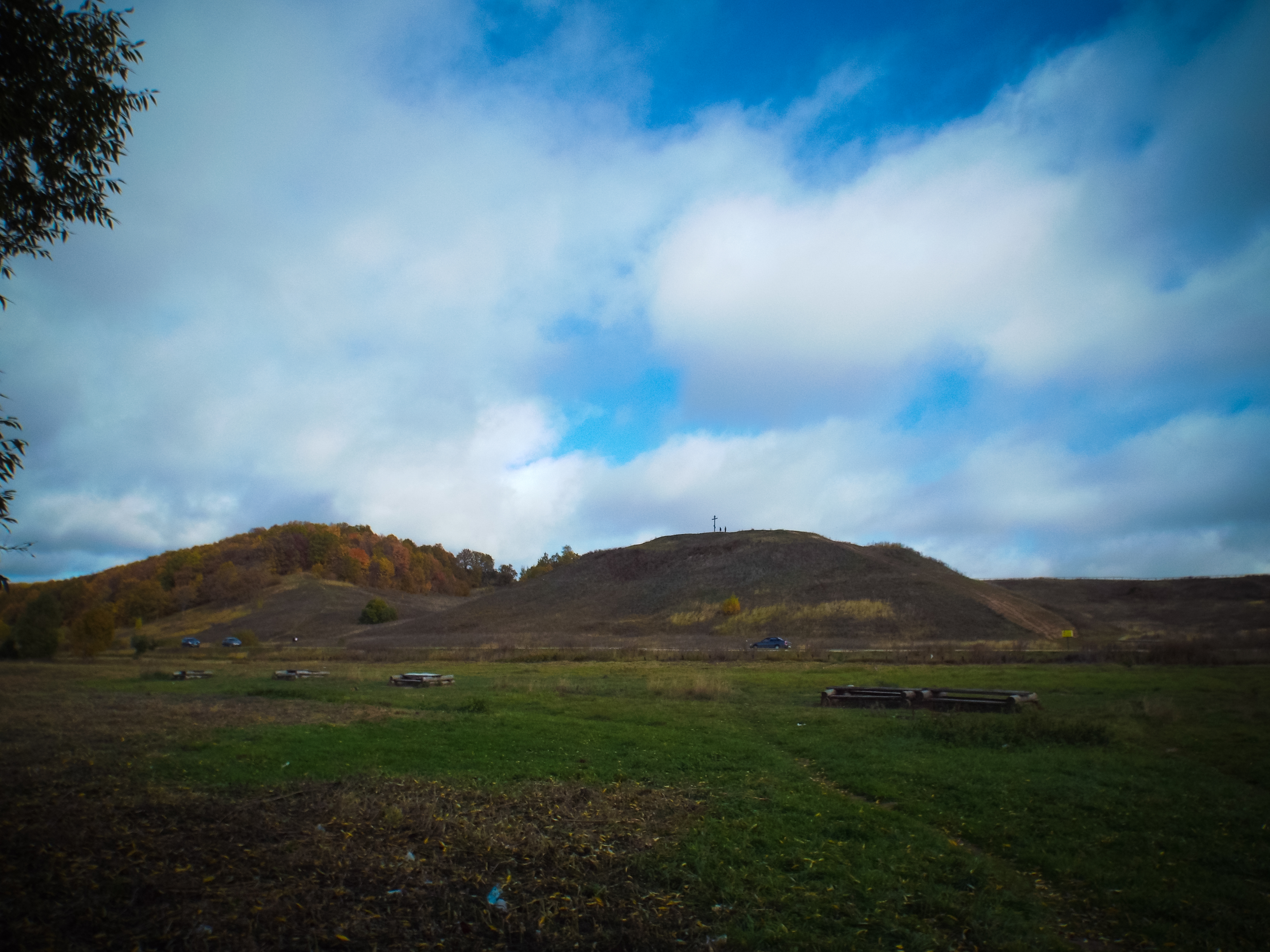
Александрова гора — вид со стороны озера

Алекса́ндрова гора́ (Ярилина гора) — холм на берегу Плещеева озера недалеко от городища Клещина и города Переславля-Залесского. Высота вершины над уровнем моря — около 170 метров.

## История

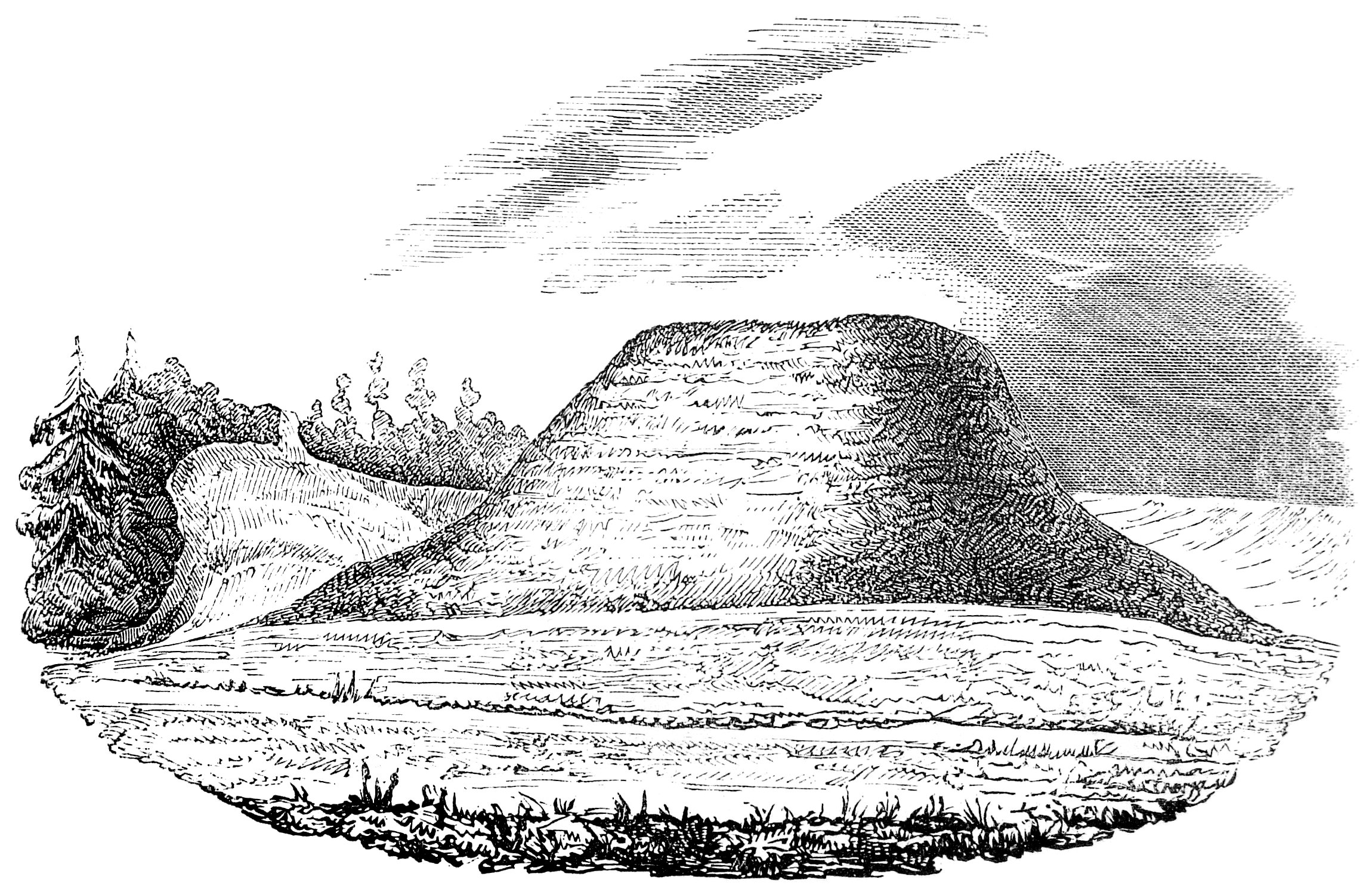
Александрова гора до раскопок 1853 года

С VII века берега Плещеева озера заселяли финно-угорские племена меря. На северо-восточном прибрежье размещалось хорошо укреплённое мерянское городище — город Клещин. На вершине крутого холма совершались игрища с куклой Ярилы (см. Семик). В народе сохранилось несколько названий этой возвышенности — Ярилина плешь, Лысая гора, а наиболее распространённое — Александрова гора.
Также считается, что эту искусственную гору соорудил великий князь Александр Невский на том месте, где он провёл своё детство.
В XIII веке на холме князем Александром Невским был основан Александров монастырь, который, по преданию, был загородной резиденцией князя. Монастырь прекратил своё существование в XVIII веке. Остатки этого строения нашли во время археологических раскопок.